# Cutuz
Ceifadim Cutuz (Saif ad-Din Qutuz; morreu em 24 de outubro de 1260) foi um sultão do Egito de 1259 até sua morte.

## Biografia
Pouco se sabe sobre este homem, que pelo que se pode apurar era um líder demasiado conservador e que pouca dinâmica trouxe ao seu Império.
Acabou por ser assassinado, pelo seu general Baibars, durante uma caçada.
Segundo consta, o general gozava de uma reputação muito grande dentro do Império e estava a tornar-se demasiado perigoso, para que Cutuz, conseguísse impor a sua autoridade.
Esta relação pior ficou quando Baibars pediu ao sultão para ser nomeado governador da cidade de Alepo como recompensa, depois de ter vencido uma batalha contra os mongóis, embora a cidade ainda pertencesse ao Império Mongol. O sultão surpreendido rejeitou o pedido, por achar que isso daria um poder insustentável ao general, capaz de derrubar o próprio.
Mas o que ele não podia imaginar era que ao tomar essa decisão, contribuiu para a sua própria queda, pois Baibars furioso com tal posição, decidiu juntar aliados, tais como o general Kalawun, para depor e assassinar o velho Sultão. 
Cutuz tentou como meio de salvaguardar o seu poder, mandar matar o poderoso general, mas acabou por morrer traído por grande parte dos restantes generais do exercito Mameluco, sendo esfaqueado pessoalmente por Baibars.